# Süttör
Süttör ist ein Ortsteil der ungarischen Stadt Fertőd, die im Kreis Sopron im Komitat Győr-Moson-Sopron liegt. Der Ortsteil befindet sich östlich des Schlosses Esterházy und des Schlossparks. Bis 1950 war Süttör eine eigenständige Gemeinde. Im Süden grenzt Süttör an die Gemeinden Fertőendréd und Petőháza.

## Geschichte
Die ersten schriftlichen Erwähnungen des Ortes stammen aus dem 14. Jahrhundert. Die Gemeinde war traditionell landwirtschaftlich geprägt. Im Jahr 1913 gab es in der damaligen Kleingemeinde 203 Häuser und 1341 Einwohner auf einer Fläche von 8167  Katastraljochen. Sie gehörte zu dieser Zeit zum Bezirk Kapuvár im Komitat Sopron. Süttör war Sitz eines Bezirksnotariats, das auch für Petőháza zuständig war. Im Mai 1950 kam es zum Zusammenschluss der Orte Süttör und Eszterháza unter dem neuen Namen Fertőd.

## Söhne und Töchter des Ortes
- Johann Bella (1885–1938), österreichischer Bahnhofsvorstand und Politiker

## Sehenswürdigkeiten
- Römisch-katholische Kirche Szent András apostol, erbaut 1889 im neogotischen Stil nach Plänen von Lajos Zatzka
  - Mosaike an der Kirche
- Immaculata-Statue, erschaffen 1873 von Antal Lapitz
- Kruzifix (Horvát-kereszt) aus dem Jahr 1810
- Kruzifix (Szabó-kereszt), erschaffen von Károly Hild im 19. Jahrhundert
- Szentháromság-Säule aus dem Jahr 1725
- Statue Szent Mihály arkangyal, erschaffen 1898 von Lipót Hild
- Grabdenkmal von Margit Cziráky aus dem Jahr 1910
- 1956er-Denkmal, erschaffen von György Kovács

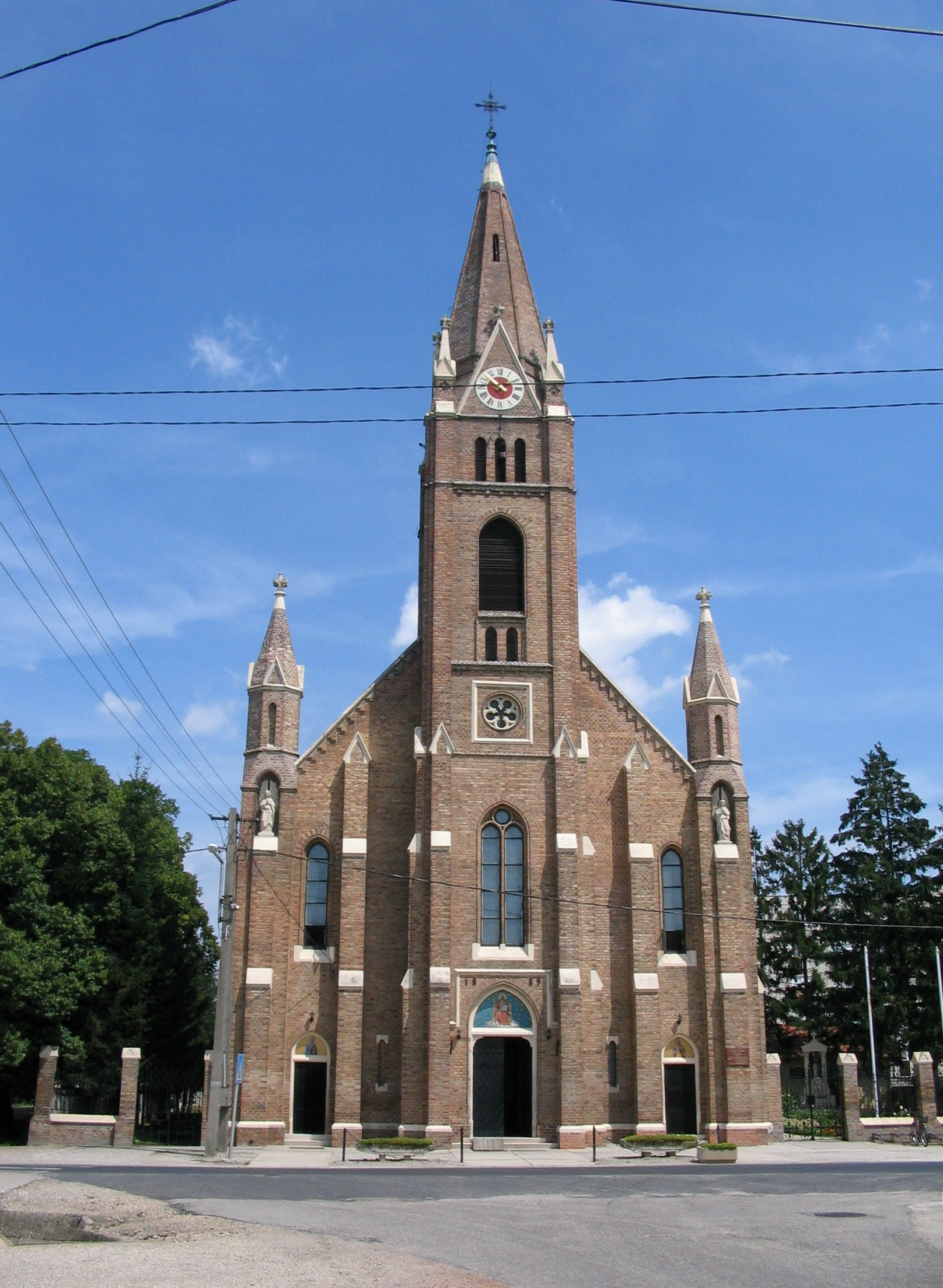
Römisch-katholische Kirche Szent András apostol
Innenraum der Kirche
Blick zur Kanzel der Kirche
Kruzifix (Horvát-kereszt)

## Verkehr
Durch Süttör verläuft die Landstraße Nr. 8518 nach Fertőendréd, von der im südlichen Teil des Ortes die Landstraße Nr. 8519 in Richtung Petöháza anzweigt. Es bestehen Busverbindungen von Süttör nach Sopron und Győr. Die  nächstgelegenen Bahnhöfe befinden sich südlich in Petőháza und südwestlich in Fertőszentmiklós.